# Ernst Friedrich von Eicke
Ernst Friedrich von Eicke (* 24. August 1828 in Jätzdorf, Landkreis Ohlau, Provinz Schlesien; † 6. Juli 1887 in Breslau, Provinz Breslau) war ein schlesischer Rittergutsbesitzer und Politiker.

## Leben

### Herkunft
Er war der Sohn des königlich-preußischen Majors Friedrich Adam von Eicke (* 24. September 1780 in Pfaffendorf, Kreis Neumarkt; † 10. Mai 1862 in Marschwitz) und der Karoline Brettschneider (* 19. Dezember 1799 in Rosenhain; † 17. Dezember 1879 in Marschwitz). Sein Vater war Herr auf Marschwitz, Peltschütz und Pohlwitz bei Liegnitz. Die Familie von Eicke, ursprünglich von Eicke und Pohlwitz, gehört zum schlesischen Uradel und findet ihre erste urkundliche Erwähnung am 14. August 1343 mit Peczko Eycke.

### Werdegang
Emil Ernst Friedrich von Eicke besuchte das Friedrichsgymnasium in Breslau und studierte Rechtswissenschaft in  Berlin. Er beendete seinen Militärdienst als Premierleutnant und war Besitzer der Güter Polwitz bei Ohlau und Krentsch bei Strehlen. Von 1873 bis 1886 war er Landrat des Kreises Ohlau. Ab 1873 war er auch Kammerherr.
Von 1866 bis 1867 war er Mitglied des Preußischen Abgeordnetenhauses. Von 1867 bis Mai 1868 war er außerdem Abgeordneter im  Reichstag des Norddeutschen Bundes für den Wahlkreis Breslau 5 (Ohlau, Strehlen, Nimptsch). In dieser Eigenschaft war er gleichzeitig auch Mitglied des Zollparlaments. Er war von konservativer Gesinnung, blieb aber im Reichstag fraktionslos.

### Familie
Eicke verheiratete sich am 30. Oktober 1853 in Jakobine mit Vally Eva von Rosenberg-Lipinsky (* 15. August 1831 in Jakobine; † 17. Juli 1914 in Breslau), der Tochter des August von Rosenberg-Lipinsky auf Jakobine und Dremling und der Emilie von Frankenberg und Proschlitz.
Aus dieser Ehe gingen hervor:
1. Adam Friedrich Ernst (* 2. September 1857 in Polwitz; † 2. Juni 1912 in Coswig)
2. Karl Friedrich August (* 25. Oktober 1859 in Polwitz; † 16. Mai 1893 in Dresden)
3. Margarethe Johanne (* 20. Februar 1862 in Polwitz; 5. April 1905)
4. Wally Johanne (* 12. Juli 1870 in Polwitz; † 10. August 1876 in Polwitz)